# ジレンマ
ジレンマ、ディレンマ (ギリシア語: δί-λημμα、英語: dilemma) とは、
- ある問題に対して2つの選択肢が存在し、そのどちらを選んでも何らかの不利益があり、態度を決めかねる状態。心の葛藤（英語版）。
- 哲学や議論、修辞学の分野において前提を受け入れると2つの選択肢の導く結論がともに受け入れがたいものになることを示す論法。日本語では両刀論法[1]ともいう。

上記のいずれかを指す。

## 概説
ひとつめの用法について解説すると、ギリシア語やラテン語においては元々「δί-λημμα」「di-lemma」とは「2つの仮定(前提）」といった意味の表現であり、それらがもたらす障害や問題を意味し、「進退両難」や「板ばさみ」という訳語が用いられることがあり、つまり「二方向のどちらも行けない」、「二方からの相容れない要求によって身動きが取れない」といった表現で言いあらわされるような状態のこと。「抜き差しならない羽目」といった翻訳がされることもある。こうしてディレンマはやがて「窮地」という意味にも使われるようになった。
2つの選択肢がともに受け入れがたいことを比喩的に表現して「ジレンマの角（つの）」ということがある（角は2つで、とがっていて不愉快なことから）。
論理学では「A または B である」「A ならば C である」「B ならば C である」という仮定から「C である」という結論を導くことをジレンマと呼ぶ。
選択肢が3つある場合にはトリレンマ(trilemma)と呼ぶ。

## 例

### ジレンマ
- 囚人のジレンマ
- ヤマアラシのジレンマ
- 社会的ジレンマ
- 安全保障のジレンマ
- エウテュプローンのジレンマ
- 医療の倫理ジレンマ
- ワーノックのジレンマ（英語版）
- イノベーションのジレンマ
- デジタルジレンマ
- マレー・ジレンマ（英語版）

### トリレンマ
- ミュンヒハウゼンのトリレンマ
- 国際金融のトリレンマ
- サービス経済のトリレンマ - 脱工業化が進展すると、所得平等、雇用拡大、均衡財政の3つをすべて成立させることはできない。
- 環境問題のトリレンマ - 経済発展、資源・エネルギーの確保、環境の保全の3つをすべて成立させることはできない。